# Biscuits Fossier
Biscuits Fossier – francuskie przedsiębiorstwo branży spożywczej zajmujące się produkcją ciastek, działające pod marką Maison Fossier. Początki firmy, zlokalizowanej w Reims, sięgają 1756 roku, co czyni ją najstarszą ciastkarnią we Francji.
Przedsiębiorstwo wywodzi się z założonej w 1756 roku w Reims ciastkarni Maison Noël-Houzeau. W 1775 roku dostarczyła ona ciastka na koronację Ludwika XVI, wkrótce stając się ich regularnym dostawcą dla dworu królewskiego. W 1845 roku właścicielem ciastkarni został piekarz o nazwisku Fossier, od którego pochodzi obecna nazwa przedsiębiorstwa.
Głównym produktem firmy są aromatyzowane wanilią, zabarwione na różowo biszkopty biscuits roses de Reims, produkowane w mieście od końca XVII wieku. Biscuits Fossier jest obecnie jedynym ich producentem. Do wyrobów przedsiębiorstwa należą także pierniki, marcepan, herbatniki i innego rodzaju ciastka.
W 2008 roku firma Biscuits Fossier została wyróżniona znakiem „Przedsiębiorstwo Żywego Dziedzictwa” (Entreprise du Patrimoine Vivant), przyznawanym przez Ministerstwo Gospodarki, Finansów i Pracy.
Spółka zatrudnia około 100 pracowników.